# Jasunari Kawabata
Jasunari Kawabata (japonsky: 川端 康成, Kawabata Jasunari; 14. června 1899, Ósaka – 16. dubna 1972, Kamakura) byl japonský spisovatel, nositel Nobelovy ceny za literaturu za rok 1968. Byl prvním Japoncem, který získal toto ocenění. Svým dílem přispěl k překlenutí duchovní propasti mezi Východem a Západem.

## Život

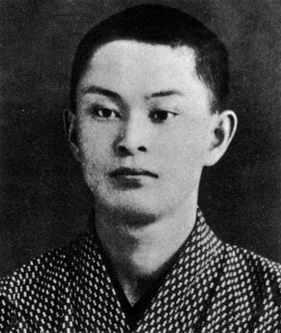
Jasunari Kawabata v roce 1917

Jasunari Kawabata se narodil do rodiny lékaře z Ósaky. Velmi brzy osiřel, když mu zemřeli oba rodiče, babička, u níž poté žil, a sestra, ještě než dosáhl devíti let života. Poté musel ošetřovat svého smrtelně nemocného dědečka. Po jeho smrti žil od patnácti let ve středoškolském internátu. V dětství projevoval výtvarné nadání, ale na střední škole v Ibaragi se jeho zájem soustředil na literaturu. V letech 1920 až 1924 studoval na Tokijské univerzitě klasickou japonskou a anglickou literaturu a severské literatury.
Do literatury vstoupil ještě za studií ve svých dvaadvaceti letech povídkou Šókonsai ikkei (1921, Pohled na svátek vítání duší). Jeho talentu si povšiml vlivný spisovatel Kan Kikuči, který se na dlouhý čas stal Kawabatovým podporovatelem a přítelem.

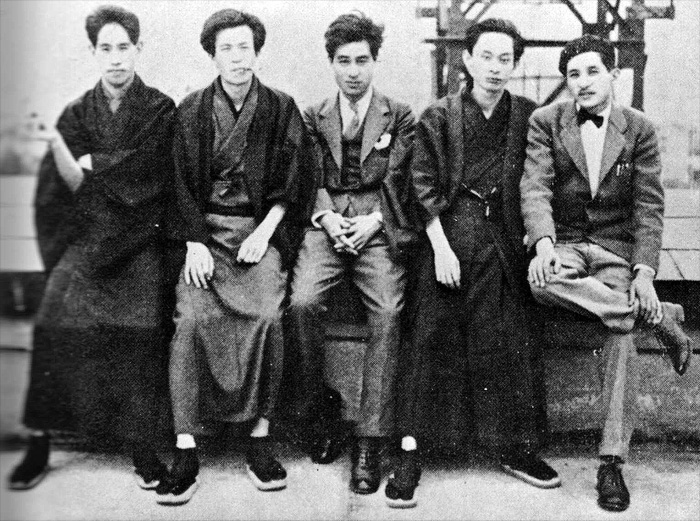
Spolupracovníci časopisu Bungei džidai, 1929. Kawabata druhý zleva.

Za jádro svého díla považoval krátké stručné prózy, kterých napsal přes sto a které souhrnně označoval jako Tanagokoro no šósecu (掌の小説, Povídky na dlaň). Usiloval v nich v souladu s neosenzualistickou školou nové citlivosti (šinkakaku-ha) odmítající naturalismus o vyjádření bezprostředních citového prožitku metodou náznakovosti a symboličnosti. Své práce zveřejňoval nejprve v časopisech Šinšičó a Bungei šundžú a později v neosenzualistickém časopise Bungei džidai (Umělecká éra), který sám roku 1924 založil a ve kterém propagoval nové moderní evropské směry tohoto období jako byl kubismus, dadaismus a expresionismus. On sám se pokoušel nalézt soulad mezi domácí literární tradicí a evropským písemnictvím. Zajímal se o evropské avantgardní autory a rovněž sám překládal z angličtiny. V roce 1926 v časopise Bungei džidai otiskl svou první významnou práci, novelu s autobiografickými motivy nazvanou Tanečnice z Izu. V roce 1929 založil s přáteli Klub třinácti, který se o rok později začlenil do Klubu školy nového umění. Věnoval se také publicistice a literární kritice, podílel se na vzniku několika japonských filmů.
Po sňatku v roce 1931 se přestěhoval do bývalého samurajského hlavního města Kamakura a zimní období trávil v Zuši. Zabýval se také buddhismem, zejména během druhé světové války, kdy odmítl podporovat oficiální militarismus, cestoval po Mandžusku a věnoval se studiu japonského klasického románu Gendži Monogatari. Tvorba poválečných let se proměnila do tradičního stylu, uznávajícího staré národní hodnoty. Obrací se k domácím kulturním a estetickým tradicím a jejich konfrontaci s poválečnou tváří japonské společnosti. Romány z této doby (Senbazuru, Meidžin, Jama no oto) byly kladně přijaty čtenáři i literární kritikou. V Japonsku se brzy stal velmi uznávaným spisovatelem, o čemž svědčí i to, že v roce 1953 se stal členem Akademie umění a v letech 1957–1962 byl předsedou japonského PEN klubu. V šedesátých letech začal velmi činorodý společenský život. Podnikl přednáškové turné v USA a zapojil se do kampaně odsuzující Kulturní revoluci v Číně.
Kawabatovo dílo je stylisticky a jazykově vytříbené, vyznačuje se atmosférou nostalgie, výraznou emocionalitou a důrazem na psychologii především ženských postav. Roku 1968 mu byla jako prvnímu Japonci udělena Nobelova cena za literaturu "za jeho vypravěčské umění, které s jemnou citlivostí vyjadřuje podstatu japonské osobitosti". Přestože při přebírání této ceny ve svém projevu odsoudil sebevraždu, sám v roce 1972 dobrovolně ukončil svůj život z důvodů doposud ne zcela jasných. Zemřel na otravu plynem, což jeho rodina dodnes vydává za nehodu.

## Vyznamenání
- důstojník Řádu umění a literatury – Francie, 1960
- Řád kultury – Japonsko, 1961

## Výběrová bibliografie

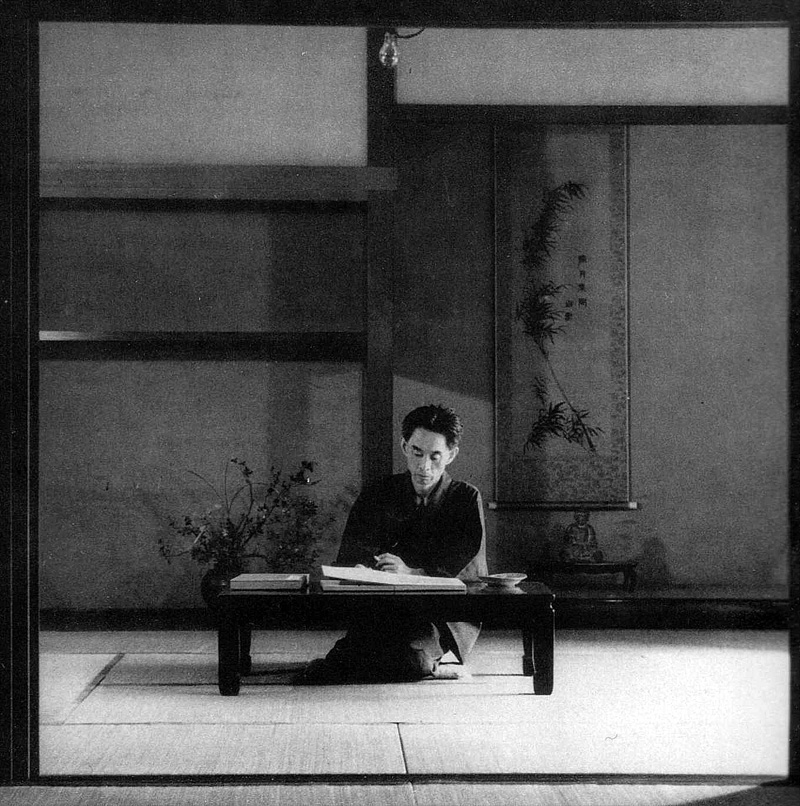
Kawabata ve svém domě při práci, kolem roku 1946

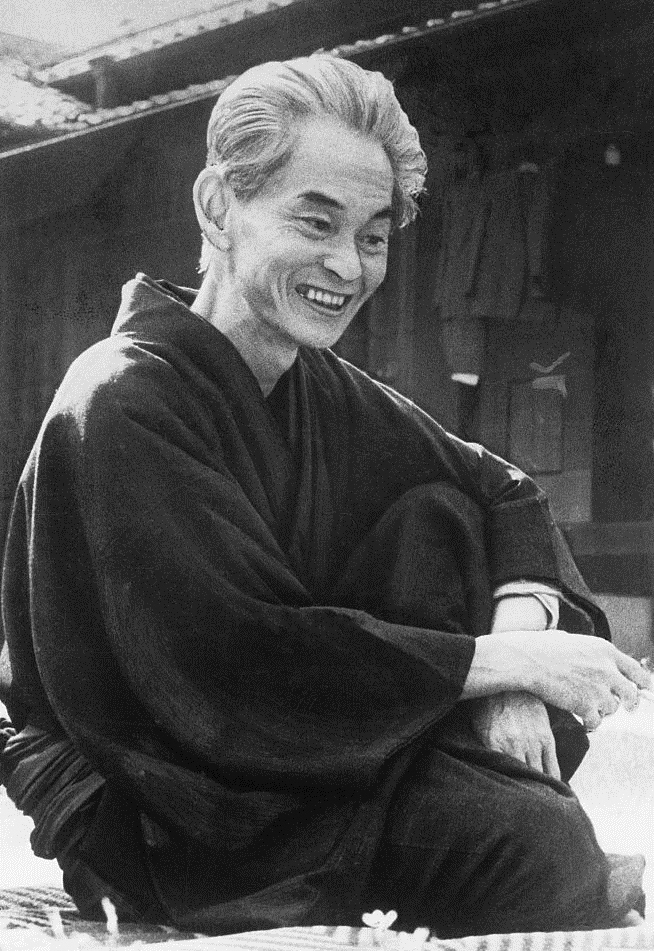
Jasunari Kawabata v roce 1968

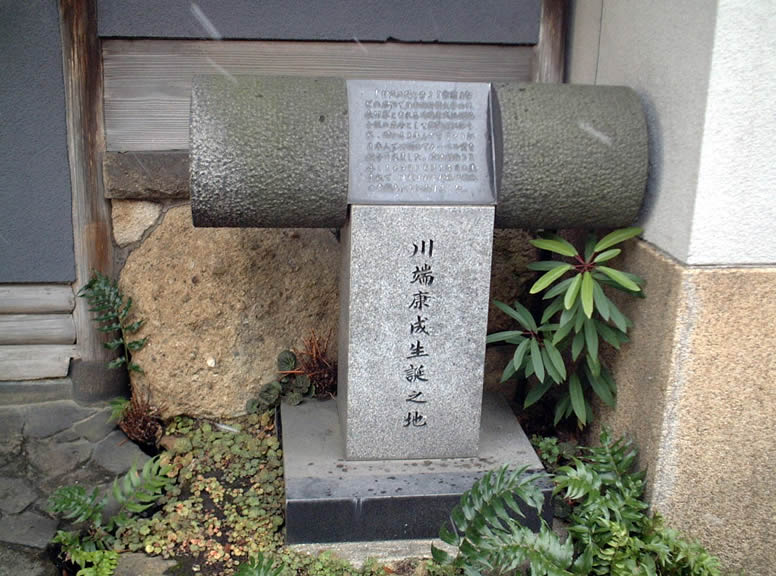
Památník v Kawabatově rodišti

- Izu no Odoriko (1925, 伊豆の踊子, Tanečnice z Izu), novela s autobiografickými prvky o milostném vzplanutí studenta k mladičké tanečnici ze skupiny potulných herců.
- Džúrokusai no nikki (1925, 十六歳の日記, Deník šestnáctiletého), autobiografická novela z doby, kdy se autor musel starat o svého umírajícího dědečka, ve které popsal pocit osamělosti sirotka, který ztratil své rodinné zázemí.
- Asakusa no kurenaidan (časopisecky 1928-1929, knižně 1930, 浅草紅團, Červený gang z Asakusy), obsáhlá novela odehrávající se v tokijské lidové zábavní čtvrti Asakusa, ve které je popsán fascinující svět tamějších pouličních gangů a osudy mladých dívek.
- Kindžú (1933, 禽獣, O ptácích a zvířatech), novela,
- Jume no ane (1933, 夢の姉, Stín starší sestry), novela,
- Jukiguni (1948, 雪國, Sněhová země), román (často považovaný kritiky za autorovo stěžejní dílo),[5] na kterém Kawabata pracoval již od roku 1935 a jehož první část vyšla v již roce 1937. Jde o lyrický příběh tokijského diletantského estéta ve středních letech a mladé provinční gejši, odehrávající se v horských lázních v kraji, který je pro hluboké zimní sněhy nazýván sněhová země. V díle melancholického ladění je zvýrazněno splývání osudů člověka s přírodou, kdy neměnný koloběh všedních dnů je spojen s bezútěšností a pomíjivostí lidského života.
- Senbazuru (1949, 千羽鶴, Tisíc jeřábů), román odehrávající se kdesi na předměstí poválečného Tokia založený na motivech japonského klasického románu Gendži Monogatari. Na pozadí tradičního čajového obřadu je líčen příběh beznadějné lásky, ve kterém autor zkoumá lidské pocity v době přicházející smrti, zobrazuje kontrasty mezi štěstím a utrpením a krásou a ošklivostí a zdůrazňuje, že lidé jsou na rozdíl od trvalých a věčných nádob pro čajový obřad pomíjiví.
- Meidžin (časopisecky 1951, knižně 1954, 名人), román, který za své nejlepší dílo považoval Kawabata. Jedná se o umělecké ztvárnění zápasu mezi starým velmistrem hry go, nositelem nejvyššího výkonnostního titulu meidžin a malým ambiciózním vydavatelem pojaté jako souboj novodobého pragmatismu a starými národními tradicemi.
- Suigecu (1953, 水月, Odraz měsíce na vodě), novela.
- Jama no oto (1954, 山の音, Hlas hory), román, za který Kawabata obdržel cenu japonské akademie umění a který je považován za druhé nejvýznamnější autorovo dílo.[5] Ve vylíčení několika všedních epizod z rodinného života stárnoucího tokijského obchodníka je popsáno drama rodinné krize a rozpadající se struktury tradiční japonské rodiny s tématem hledání smyslu lidského člověka a cesty ke vnitřnímu souzvuku člověka s přírodou. Líčení života hrdinů je v románu doprovázeno lyrickými popisy snů, přírody a vzpomínek.
- Mizuumi (1954, みづうみ, Jezero), román vyprávějící příběh bývalého učitele vzpomínajícího na řadu žen, se kterými se ve svém životě setkal, a na jezero u jeho rodného města.
- Fudži no hacujuki, (1958, 富士の初雪, První sníh na Fudži), novela.
- Nemureru bidžo (1961, 眠れる美女, Dům spící krasavice), novela o erotických fantaziích osamělého stárnoucím muže, který neustále navštěvuje nevěstinec, aby zde mohl spát vedle omámené nahé mladé dívky, která neví o jeho přítomnosti.
- Koto (1962, 古都, Staré hlavní město), román odehrávající se v bývalém japonském městě Kjóto popisující úzkost hlavní hrdinky, kterou jí přináší poznání propastných rozdílů mezi oběma pohlavími.
- Kawa no aru šitamači no hanaši (knižně 1962, 川のある下町の話, Příběh z dolního města na řece), román odehrávající se po druhé světové válce, jehož hlavní postavou je mladý student medicíny, který se bez peněz snaží přežít v hlavním městě a stát se lékařem.
- Kataude (1964, 片腕, Jedna paže), novela.
- Andon (1964, 行灯, Ve světle olejové lampy), eseje.
- Ucukušisa to kanašimi to (1965, 美しさと哀しみと, Krása a smutek), román.
- Bi no sonzai to hakken (1969 美の存在と発見, O existenci a objevování krásy), eseje.

## Filmové adaptace
- Kurutta ippédži (1926, Jedna stránka šílenství), japonský němý film, ke kterému napsal Kawabata scénář podle vlastní povídky, režie Tejnosuke Kinugasa.
- Koi no hana saku Izu no odoriko (1933), japonský film, režie Heinosuke Góšo,
- Otome-gokoro - Sannin-šimai (1935), japonský film podle novely Asakusa no kurenaidan,
- Senzaburu (1953, Tisíc jeřábů), japonský film, režie Kozaburo Jošimura,
- Jama no oto (1954, Hlas hory), japonský film, režie Mikio Naruse,
- Izu no Odoriko (1954 Tanečnice z Izu), japonský film, režie Jošitaro Nomura,
- Kawa no aru šitamači no hanaši (1955, Příběh z dolního města na řece), japonský film, režie Teinosuke Kinugasa,
- Jukiguni (1957, Sněhová země), japonský film, režie Širó Tojoda,
- Koto (1963, japonský film, režie Noboru Nakamura,
- Izu no Odoriko (1963 Tanečnice z Izu), japonský film, režie Kacumi Nišikawa,
- Ucukušisa to kanašimi to (1965, Krása a smutek), japonský film, režie Masahiro Šinoda,
- Onna no mizuumi (1966, Žena z jezera), japonský film podle románu Mizuumi, režie Jošišige Jošida,
- Izu no Odoriko (1967 Tanečnice z Izu), japonský film, režie Hideo Onči,
- Nemureru bidžo (1968, Dům spící krasavice), japonský film, režie Kozaburo Jošimura,
- Jukiguni (1969, Sněhová země), japonský film, režie Hideo Oba,
- Senzaburu (1969, Tisíc jeřábů), japonský film, režie Jasuzo Masumura,
- Izu no Odoriko (1974 Tanečnice z Izu), japonský film, režie Kacumi Nišikawa, remake filmu z roku 1963.
- Koto (1980, japonský film, režie Kon Ičikawa,
- Tristesse et beauté (1985, Smutek a krása), francouzský film podle románu Ucukušisa to kanašimi to, režie Joy Fleury,
- Nemureru bidžo (1995, Dům spící krasavice), japonský film, režie Hiroto Jokojama,
- Bellas durmientes (2002, Spící krasavice), španělský film podle románu Nemureru bidžo, režie Eloy Lozano,
- Koto (1980, japonský televizní film, režie Nobuaki Izaki,
- Das Haus der schlafenden Schönen 2006, Dům spící krasavice), německý film podle románu Nemureru bidžo, režie Vadim Glowna,
- Tenohira no šósecu (2009, Povídky na dlaň), japonský film podle několika povídek, které Kawabata nazýval Tamagokoro no šósecu, režie Cukasa Kišimoto, Juja Takaši a Takuši Cubokawa,
- Kataude (2010, Jedna paže), japonský televizní film, režie Masajuki Očiai.

## Česká vydání
- Sněhová země, obsaženo v knize Pět japonských novel, Odeon, Praha 1969, přeložila Vlasta Hilská,
- Tanečnice z Izu a jiné prózy, Odeon, Praha 1988, přeložili Vlasta Winkelhöferová, Vlasta Hilská a Miroslav Novák, obsahuje povídky, novely a romány Tanečnice z Izu, Sněhová země, Deník šestnáctiletého, Meidžin, Povídky na dlaň (velmi krátké povídky), Hiroko odchází, Město Jumiura a Odraz měsíce na vodě.
- Příběh z dolního města na řece, Vyšehrad, Praha 1984, přeložila Zdenka Švarcová,
- Hlas hory, Paseka, Praha 2002, přeložil přeložil Antonín Líman